# Gero Bühler
Gero Bühler (* 1968) ist ein deutscher Psychiater und Autor.

## Leben
Gero Bühler studierte Humanmedizin an der Universität Leipzig. 1998 promovierte er mit einer Arbeit über das Medizinstudium in der SBZ und DDR. Danach nahm er die ärztliche Weiterbildung zum Psychiater und Psychotherapeuten auf und erwarb neben dem Facharzt für Psychiatrie und Psychotherapie auch die Qualifikation „Suchtmedizinische Grundversorgung“. Seit 2008 ist er in Ingolstadt als Oberarzt tätig und widmet sich dabei u. a. der Behandlung von Suchterkrankungen.
Bühler arbeitet als Mitglied in den AK Sucht der Psychosozialen Arbeitsgemeinschaften der Stadt Ingolstadt und des Landkreises Eichstätt.
Neben seiner ärztlichen Tätigkeit ist er auch literarisch aktiv und veröffentlichte mehrere Prosa- und Gedichtbände. Er ist Mitglied im Bundesverband Deutscher Schriftsteller-Ärzte.

## Werke
- Medizinstudium und Studienreform in der SBZ und DDR (1945–1990), Mabuse, 2001
- Skepsis im Sand, Prosa (2009)
- Warten in Alleen, Lyrik (2011)
- Mehr Schaun, Lyrik (2017)
- Das Vakuum der Hintertürchen, Lyrik (2024)

| Personendaten    | Personendaten                  |
| ---------------- | ------------------------------ |
| NAME             | Bühler, Gero                   |
| KURZBESCHREIBUNG | deutscher Psychiater und Autor |
| GEBURTSDATUM     | 1968                           |